# Shadeland
Shadeland – miasto w Stanach Zjednoczonych, w stanie Indiana, w hrabstwie Tippecanoe.